# Pollica

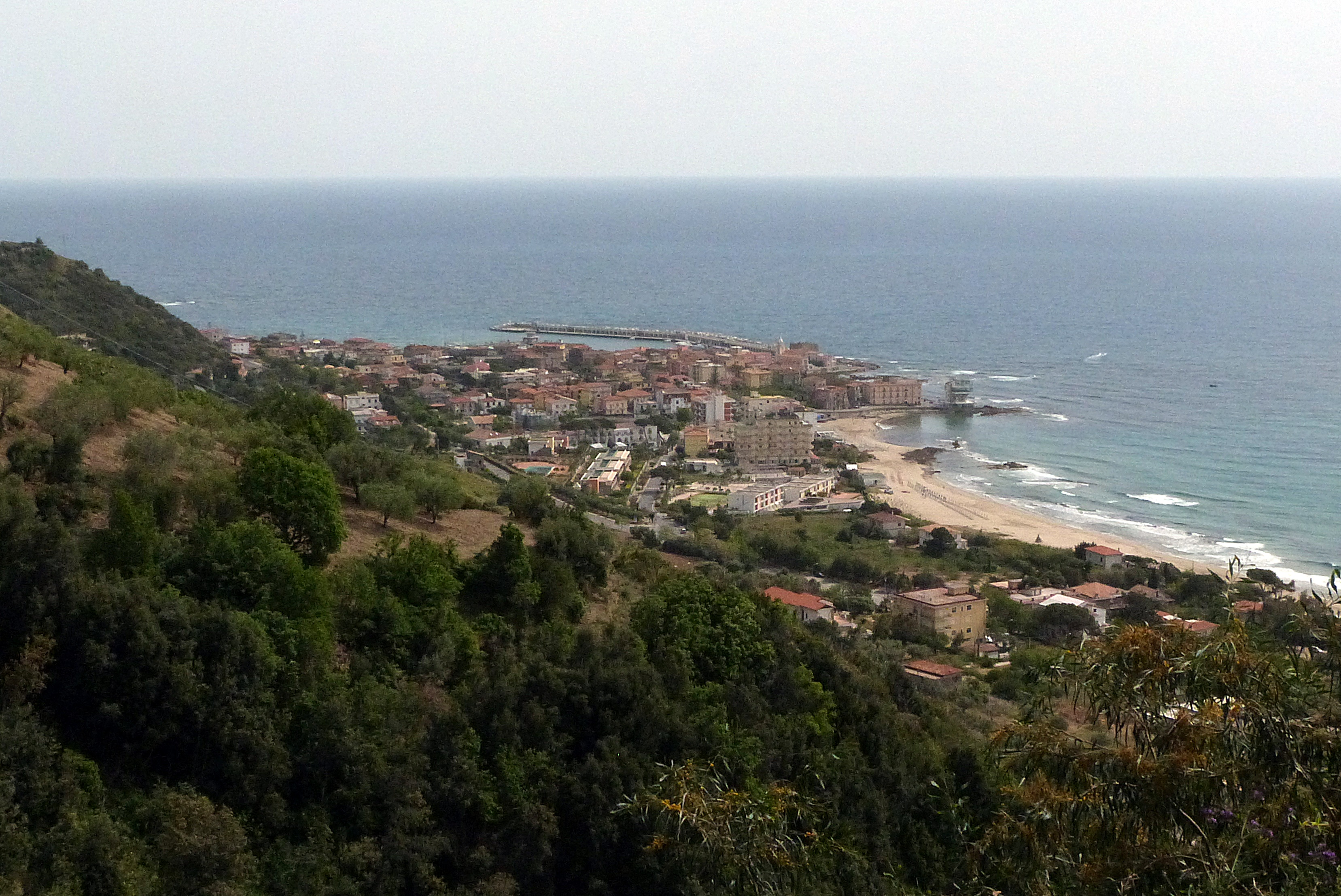
Acciaroli

Pollica es una comune italiana de la provincia de Salerno, en Campania. Tiene una población estimada, a fines de julio de 2021, de 2.241 habitantes.
A lo largo de la costa están los centros turísticos de Acciaroli, al suroeste, en un pequeño promontorio rocoso, y de Pioppi, al sureste.

## Celebridades
- Aquí nació el arzobispo de Buenos Aires y cardenal católico Antonio Quarracino.

## Evolución demográfica
| Gráfica de evolución demográfica de Pollica entre 1861 y 2021 |
|                                                               |
| Fuente ISTAT - elaboración gráfica de Wikipedia               |